# Ieda Maria Vargas
Ieda Maria Vargas Athanásio (nascida Ieda Maria Brutto Vargas; Porto Alegre, 31 de dezembro de 1944) é uma rainha da beleza brasileira, Miss Brasil e Miss Universo 1963. Foi a primeira brasileira a conquistar o título, aos 18 anos, em 20 de julho daquele ano, em Miami Beach, Estados Unidos.

## Biografia
Adolescente que adorava jogar futebol com os três irmãos, Ieda conquistou seu primeiro título de beleza em 1962, aos 17 anos, como Rainha das Piscinas do Rio Grande do Sul. Depois de se tornar Miss Porto Alegre e Miss Rio Grande do Sul, em 22 de junho de 1963 ela foi eleita Miss Brasil, em concurso realizado no Maracanãzinho, na cidade do Rio de Janeiro, derrotando outras 24 candidatas em cerimônia transmitida pela extinta TV Tupi para todo o País, numa época em que os concursos de beleza tinham, para os brasileiros, tanta popularidade e importância quando o futebol e a Copa do Mundo e o Miss Brasil era considerado o mais bem organizado e divulgado concurso nacional de beleza do mundo pela Miss Universe Inc., a então organizadora do Miss Universo. Ieda chegou a ser madrinha das tropas gaúchas que embarcaram para a Faixa de Gaza, integrando o 13º Contingente do Batalhão Suez do exército brasileiro, poucos dias após sua coroação.

### Miss Universo
Menos de um mês depois, em 20 de julho em Miami Beach, num evento assistido por milhões pela televisão em todo mundo e onde era considerada pela imprensa e analistas a favorita sul-americana à coroa, foi eleita Miss Universo derrotando 49 candidatas de outros países, depois de três segundos lugares do Brasil no concurso na década anterior, com Martha Rocha, Terezinha Morango e Adalgisa Colombo. O ator britânico Peter Sellers, um dos jurados, foi um fator decisivo para a vitória, ao lhe dar as notas máximas em suas três apresentações na passarela sobre a outra favorita dos jurados europeus e americanos, a Miss Dinamarca Aino Korva. Depois do concurso, Sellers convidaria Ieda a fazer carreira no cinema e estrelar seu próximo filme, A Pantera Cor de Rosa, que ela recusou dizendo querer apenas voltar para Porto Alegre após seu mandato, casar e ter filhos.

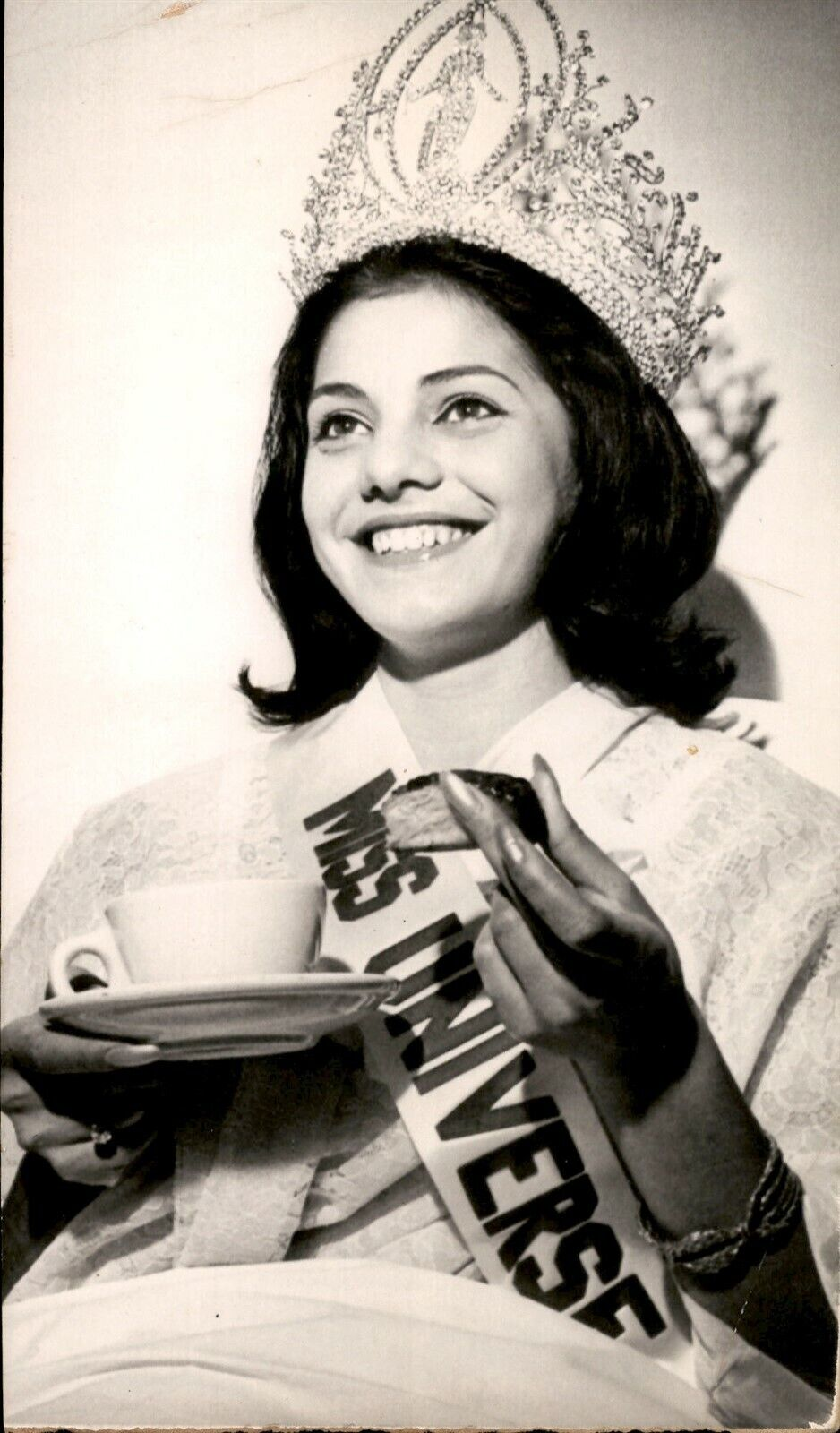
Vargas, Miss Universo 1963, toma café da manhã na cama

No baile da coroação realizado após o concurso, em que mambos, samba e rumba foram reproduzidos, Ieda fez sua primeira dança em público como Miss Universo com o acompanhante e ator Dana Andrews, também um dos jurados, numa situação inusitada para ambos, já que a única coisa que ela sabia dizer em inglês na época era thank you e Andrews não falava português.
Em seu retorno ao Brasil, logo após a conquista, ela foi recebida por milhões de pessoas ao longo das ruas por onde desfilou em Brasília – recebida pelo presidente João Goulart – no Rio de Janeiro – pela Avenida Rio Branco, debaixo de chuva de papel picado – e em Porto Alegre, sua cidade natal. Meses depois, foi também recebida pelo general-presidente, Humberto Castello Branco. "Acho até que para os militares foi mais interessante ter uma miss do Brasil”, disse ela anos depois.
Seu início de mandato, porém, teve alguma atribulação, sendo necessário uma negociação entre seu pai e os organizadores para que ela pudesse permanecer durante um ano nos Estados Unidos. Seus pais tiveram permissão para morar na cidade com Ieda, e sua mãe chegou a ser oficialmente sua dama de companhia em várias viagens pelo mundo.
Durante seu reinado, Ieda visitou 21 países e viajou mais de 400 mil quilômetros, incluindo uma longa viagem à Austrália. Em fevereiro de 1964, já há poucos meses do fim do mandato, passou alguns dias internada no Hospital Monte Sinai, em Nova York, acometida de bronquite. Nesta época, ela esteve envolvida numa das situações mais constrangedoras de sua vida, quando foi acusada de furto de cintos e calças numa loja de Miami, no valor de US$ 24, situação que a levou a ser detida, mas resultante de um mal-entendido e de problemas pela barreira da língua, como depois ficou esclarecido, com as acusações sendo retiradas. O fato, desconhecido no Brasil, chegou a ser noticiado na imprensa norte-americana
Ana Maria Cumba, brasileira radicada nos EUA, especialista em Miss Universo e uma das damas de companhia das vencedoras do concurso – e de Ieda – por vários anos, em seu livro The World of Miss Universe lhe faz grandes elogios, considerando-a de trato fácil, profissional e carismática durante seu reinado. Sobre a despedida da brasileira após passar a coroa, Cumba descreve em seu livro: "No meio de nossas lágrimas de despedida, Ieda abriu sua bolsa e de lá retirou um pequeno presente num embrulho vermelho me dizendo que não o abrisse até chegar em casa. Quando eu o abri, havia uma pequena nota dentro: "Esta é a sua medalha, você certamente merece uma. Obrigado pelo ano da sua vida que você passou comigo e dedicou a mim. Amor, Ieda". Eu fiquei paralisada. Dentro da pequena caixa estava uma pequena medalha de ouro com a efígie da Miss Universo encravada e a data em que ela tinha sido coroada. Não preciso dizer que me senti como se fosse pegar o primeiro avião para ir atrás dela onde quer que ela fosse."

## Pioneira
Ieda foi a primeira brasileira a se tornar Miss Universo. Antes dela, a gaúcha Yolanda Pereira também foi coroada com este título em 1930, quando existia um concurso internacional de beleza chamado International Pageant of Pulchritude (Desfile Internacional de Beleza) e concedia o título de Miss Universo à vencedora. Esta edição de 1930 foi realizada paralelamente no Brasil, criada por brasileiros, ao mesmo tempo da edição norte-americana, que era realizada em Galveston, no Texas. Ele foi motivado por uma revolta de brasileiros com a não-classificação de Olga Bergamini, a brasileira participante do concurso de 1929, o que os levou a criar seu próprio evento. Este concurso, assim como o de Galveston, porém, não faz parte das estatísticas, não é oficializado pela Miss Universe Organization, nem tem qualquer relação com ele. A segunda Miss Universo brasileira foi a baiana Martha Vasconcellos, eleita em 1968.

## Vida posterior

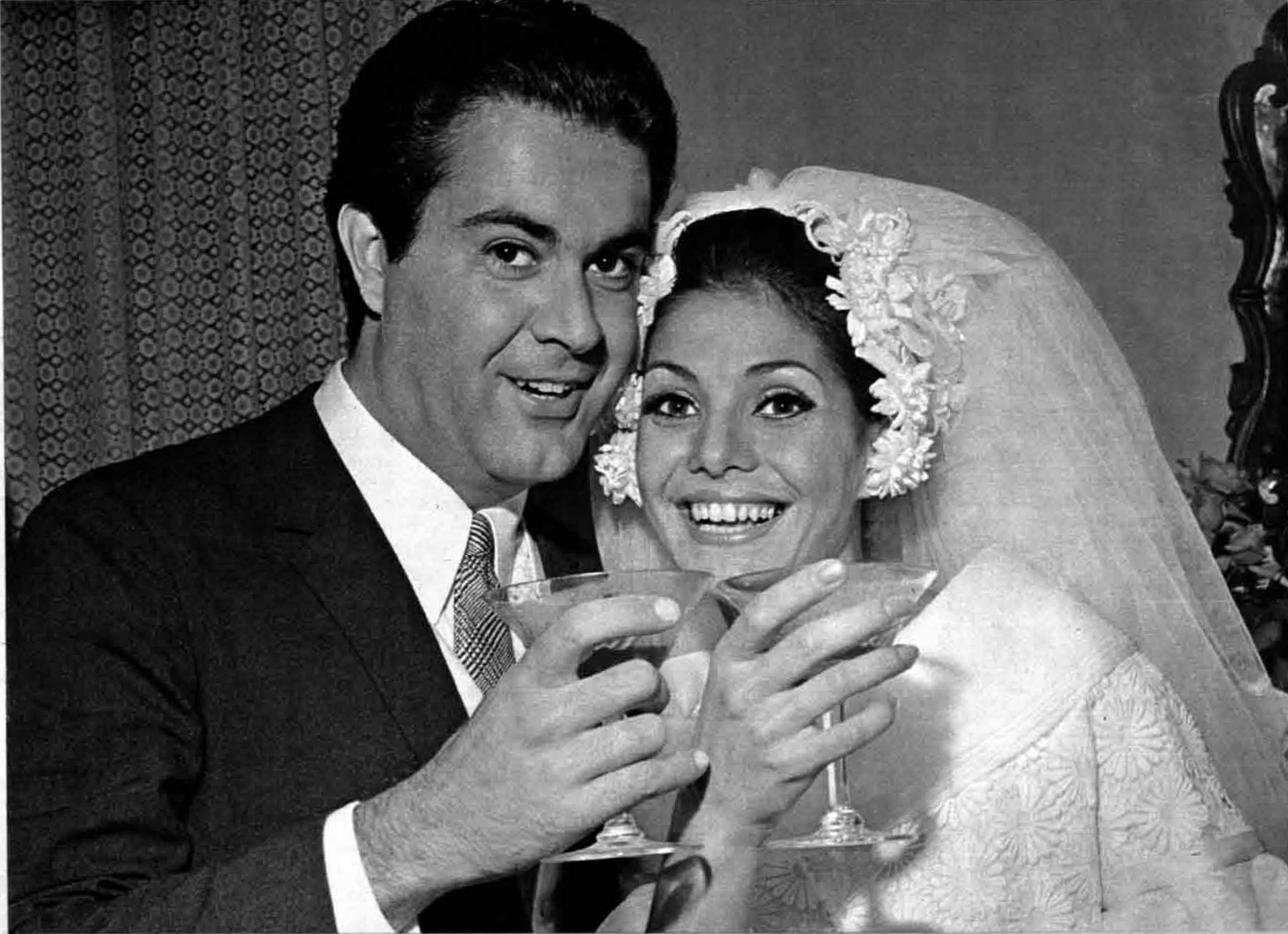
Casamento de Vargas com José Carlos Athanásio

Em 1 de agosto de 1964 Ieda encerrou seu reinado, coroando sua sucessora durante o Miss Universo daquele ano, a grega Corinna Tsopei. Viveu por alguns anos em Miami e casou-se em 1968 com o empresário José Carlos Athanásio (falecido em 2009), com quem teve dois filhos, Rafael e Fernanda.
Depois disso voltou para Porto Alegre, e sem a pretensão de seguir alguma carreira artística, recolheu-se à privacidade em família, com pequenas participações em eventos nacionais e internacionais, nos quais, geralmente, é convidada de honra. 
Em 2000, Ieda sofreu um AVC, que a deixou com algumas sequelas.
Numa votação popular organizada pela rede de televisão RBS, com direito a um especial sobre suas vidas, Ieda foi incluída entre os "20 Gaúchos que Marcaram o Século XX", ao lado de nomes como Mário Quintana, Elis Regina, João Goulart, Getúlio Vargas, Lya Luft e Érico Veríssimo.

## Homenagem
Dentre as muitas homenagens que recebeu no Brasil pela conquista, na quarta faixa do LP Gaúcho Autêntico, o cantor e compositor Teixeirinha, em 1964, homenageou a conterrânea com a faixa de nome Miss Universo 63, tal a repercussão da escolha da então Miss Universo. Um trecho da música gaúcha, que se tornou extremamente popular, dizia:
No Brasil estourou a fita

Tem só dezoito anos

A mais linda senhorita

Chegou lá no estrangeiro

Também saiu favorita

Venceu! É Miss Universo!

## Comparação
Em 2000, numa reportagem sobre Ieda, a revista Época fez uma comparação entre as duas gaúchas mais famosas no mundo em seu apogeu, Ieda e Gisele Bündchen, que então explodia mundialmente na moda internacional:
- Filhas da terra – ambas nasceram no Rio Grande do Sul, exportador de beleza para as passarelas.
- Idade de ouro – tinham 18 anos quando conquistaram a fama.
- Cintura fina – 61 centímetros é a única medida em comum entre as duas realezas.
- Nas alturas – com 1,70 metro, Ieda não chegaria a top; do alto de 1,79 metro, Gisele seria exagerada para uma miss de ontem.
- Quilos a mais – mais baixa, Ieda tinha 58 quilos; muito mais alta, Gisele exibe 51.
- Sonhos – aos 18 anos, a miss só queria se casar; a top nem falava nisso.